# Arborio
Arborio là một đô thị ở tỉnh Vercelli trong vùng Piedmont thuộc Ý, có cự ly khoảng 70 km về phía đông bắc của Torino và khoảng 20 km về phia bắc của Vercelli. Tại thời điểm ngày 31 tháng 12 năm 2004, đô thị này có dân số 1.035 người và diện tích là 23,2 km².
Arborio giáp các đô thị: Ghislarengo, Greggio, Landiona, Recetto, Rovasenda, San Giacomo Vercellese, Sillavengo, Vicolungo, và Villarboit.